# Aconitum poluninii
Aconitum poluninii är en ranunkelväxtart som beskrevs av Lucien André Andrew Lauener. Aconitum poluninii ingår i släktet stormhattar, och familjen ranunkelväxter. Inga underarter finns listade i Catalogue of Life.